# Seutes II
Seutes fue un príncipe odrisio, hijo de Mesades, quien había reinado sobre las tribus de los melanditas, los tinios y los trapnisas, que había sido expulsado de su reino antes de su muerte, a causa de los cual Seutes fue llevado a la corte de Amádoco, rey de los odrisios.
Sin embargo, le fue admitido un cierto grado de poder independiente, y en el 405 a. C. se alió con Amádoco, al prometerle su apoyo para Alcibíades, para continuar la guerra contra los lacedemonios. En el 405 a. C., cuando Jenofonte llegó a Crisópolis con los restos de los 10.000 griegos que habían acompañados a Ciro, Seutes le asignó la asistencia de la fuerza bajo su mando para reinstaurarle en sus dominios. Sus propuestas fueron rechazadas inicialmente, pero las volvió a renovar cuando los griegos fueron expulsados de Bizancio y se encontraron en Perinto sin los medios necesarios para cruzar a Asia, siendo entonces inducidos, principalmente por el propio Jenofonte, a aceptar las ofertas del príncipe tracio.
Con la ayuda de estos nuevos refuerzos, Seutes logró una fácil victoria sobre las tribus de las montañas, y recuperó todo los dominios de su padre. Pero cuando llegó la cuestión de pagar a los griegos sus servicios surgieron fuertes disputas, y Seutes, instigado por Heraclides, logró con subterfugios eludir sus obligaciones. A la larga, sin embargo, fue obligado a pagar la suma estipulada, y los griegos lograron así cruzar a Asia.
No mucho después, en el 399 a. C., envió una fuerza auxiliar al general espartano Dercílidas en Bitinia. Unos años después (393 a. C.) se vio envuelto en las hostilidades contra su antiguo patrón Amádoco, pero la pelea entre ellos terminó con la intervención de Trasíbulo, y Seutes, a sugerencia de este general, firmó una alianza con Atenas.